# Ovidiu Bic
Ovidiu Alexandru Bic (phát âm tiếng Romania: [oˈvidju alekˈsandru ˈbik]; sinh ngày 23 tháng 2 năm 1994) là một cầu thủ bóng đá người România thi đấu ở vị trí tiền vệ cho CS Universitatea Craiova.

## Sự nghiệp câu lạc bộ
Ngày 5 tháng 1 năm 2017, Bic ký bản hợp đồng 4,5 năm cùng với CS Universitatea Craiova.